# Alloniscus nicobaricus
Alloniscus nicobaricus is een pissebed uit de familie Alloniscidae. De wetenschappelijke naam van de soort is voor het eerst geldig gepubliceerd in 1885 door Gustav Budde-Lund.